# Hemphillia dromedarius
Hemphillia dromedarius är en snäckart som beskrevs av Branson 1972. Hemphillia dromedarius ingår i släktet Hemphillia och familjen skogssniglar. Inga underarter finns listade i Catalogue of Life.